# Coupe du monde de football des moins de 20 ans 2011
Navigation
Égypte 2009 Turquie 2013
La Coupe du monde de football des moins de 20 ans 2011 est la 18e édition de la Coupe du monde de football des moins de 20 ans. Celle-ci se déroule en Colombie du 29 juillet au 20 août 2011. Les villes-hôtes sont Armenia, Barranquilla, Bogota, Cali, Carthagène des Indes, Manizales, Medellín et Pereira. Huit différents stades sont utilisés à travers le pays.
24 équipes participent à la compétition. La Colombie est automatiquement qualifiée en tant que pays hôte. Tout joueur né à partir du 1er janvier 1991 peut participer au tournoi.
Le Brésil remporte un cinquième titre de champion du monde, après avoir battu en finale le Portugal. Le match pour la 3e place donne lieu à une rencontre entre le Mexique et la France. Comme souvent lors des dernières éditions, les trophées de meilleur buteur et de meilleur joueur (Ballon d'Or) sont attribués au même joueur. Cette année, c'est l'attaquant brésilien Henrique, auteur de 5 buts et titré avec son équipe, qui est honoré. Le gardien du Portugal, Mika, établit un nouveau record d'invincibilité, en gardant son but inviolé pendant 575 minutes de jeu et s'adjuge logiquement le Gant d'Or.
Cette édition sud-américaine est marquée par les performances en retrait des sélections asiatiques et africaines. En effet, seule une équipe africaine parvient à atteindre les quarts de finale (le Nigéria) alors que l'Australie et l'Arabie saoudite sont les seules à disputer les huitièmes de finale.
Contrairement à l'édition précédente, seule une nation fait ses débuts en Coupe du monde : le Guatemala, qui parvient pour ses premiers pas mondiaux à se hisser en huitièmes de finale, malgré deux lourds revers contre le Nigeria et l'Arabie saoudite au premier tour.
Plusieurs absents de marque sont à signaler, dont le tenant du titre, le Ghana, absent en raison de son élimination en la Coupe d'Afrique des nations junior 2011. Parmi les autres nations majeures non qualifiées, on peut citer l'Allemagne et la Hongrie, troisième lors du Mondial précédent.

## Villes et stades
| Ville                | Stade                                | Capacité |
| -------------------- | ------------------------------------ | -------- |
| Armenia              | Stade Centenario                     | 35 000   |
| Barranquilla         | Stade Metropolitano Roberto Meléndez | 52 612   |
| Bogota               | Stade Nemesio Camacho El Campín      | 48 312   |
| Cali                 | Stade Pascual Guerrero               | 40 600   |
| Carthagène des Indes | Stade Jaime Morón León               | 30 485   |
| Manizales            | Stade Palogrande                     | 36 553   |
| Medellín             | Stade Atanasio-Girardot              | 46 335   |
| Pereira              | Stade Hernán Ramírez Villegas        | 37 500   |

## Qualifications
| Confédération              | Tournoi qualificatif                                       | Qualifié(s)                                          |
| -------------------------- | ---------------------------------------------------------- | ---------------------------------------------------- |
| AFC (Asie)                 | Coupe d'Asie - 19 ans 2010                                 | Australie Corée du Nord Corée du Sud Arabie saoudite |
| CAF (Afrique)              | Coupe d'Afrique des nations junior 2011                    | Cameroun Mali Égypte Nigeria                         |
| CONCACAF                   | Championnat CONCACAF des moins de 20 ans 2011              | Costa Rica Mexique Guatemala Panama                  |
| CONMEBOL (Amérique du Sud) | Championnat des moins de 20 ans de la CONMEBOL             | Brésil Uruguay Argentine Équateur                    |
| OFC(Océanie)               | Championnat d'Océanie de football des moins de 20 ans 2011 | Nouvelle-Zélande                                     |
| UEFA (Europe)              | Championnat d'Europe de football des moins de 19 ans 2010  | France Espagne Angleterre Croatie Autriche Portugal  |
| CONMEBOL                   | Qualifié d'office en tant que pays hôte                    | Colombie                                             |

## Phases de poules
Le tirage au sort s'est déroulé le 27 avril 2011 à Carthagène des Indes. 

Les deux premiers de chaque groupe se qualifient pour les huitièmes de finale, ainsi que les quatre meilleurs troisièmes .

### Groupe A
| Rang | Équipe       | Pts | J | G | N | P | Bp | Bc | Diff |
| ---- | ------------ | --- | - | - | - | - | -- | -- | ---- |
| 1    | Colombie     | 9   | 3 | 3 | 0 | 0 | 7  | 1  | +6   |
| 2    | France       | 6   | 3 | 2 | 0 | 1 | 6  | 5  | +1   |
| 3    | Corée du Sud | 3   | 3 | 1 | 0 | 2 | 3  | 4  | -1   |
| 4    | Mali         | 0   | 3 | 0 | 0 | 3 | 0  | 6  | -6   |

### Groupe B
| Rang | Équipe           | Pts | J | G | N | P | Bp | Bc | Diff |
| ---- | ---------------- | --- | - | - | - | - | -- | -- | ---- |
| 1    | Portugal         | 7   | 3 | 2 | 1 | 0 | 2  | 0  | +2   |
| 2    | Cameroun         | 4   | 3 | 1 | 1 | 1 | 2  | 2  | 0    |
| 3    | Nouvelle-Zélande | 2   | 3 | 0 | 2 | 1 | 2  | 3  | -1   |
| 4    | Uruguay          | 2   | 3 | 0 | 2 | 1 | 1  | 2  | -1   |

### Groupe C
| Rang | Équipe     | Pts | J | G | N | P | Bp | Bc | Diff |
| ---- | ---------- | --- | - | - | - | - | -- | -- | ---- |
| 1    | Espagne    | 9   | 3 | 3 | 0 | 0 | 11 | 2  | +9   |
| 2    | Équateur   | 4   | 3 | 1 | 1 | 1 | 4  | 3  | +1   |
| 3    | Costa Rica | 3   | 3 | 1 | 0 | 2 | 4  | 9  | -5   |
| 4    | Australie  | 1   | 3 | 0 | 1 | 2 | 4  | 9  | -5   |

### Groupe D
| Rang | Équipe          | Pts | J | G | N | P | Bp | Bc | Diff |
| ---- | --------------- | --- | - | - | - | - | -- | -- | ---- |
| 1    | Nigeria         | 9   | 3 | 3 | 0 | 0 | 12 | 2  | +10  |
| 2    | Arabie saoudite | 6   | 3 | 2 | 0 | 1 | 8  | 1  | +7   |
| 3    | Guatemala       | 3   | 3 | 1 | 0 | 2 | 1  | 11 | -10  |
| 4    | Croatie         | 0   | 3 | 0 | 0 | 3 | 2  | 8  | -6   |

### Groupe E
| Rang | Équipe   | Pts | J | G | N | P | Bp | Bc | Diff |
| ---- | -------- | --- | - | - | - | - | -- | -- | ---- |
| 1    | Brésil   | 7   | 3 | 2 | 1 | 0 | 8  | 1  | +7   |
| 2    | Égypte   | 7   | 3 | 2 | 1 | 0 | 6  | 1  | +5   |
| 3    | Panama   | 1   | 3 | 0 | 1 | 2 | 0  | 5  | -5   |
| 4    | Autriche | 1   | 3 | 0 | 1 | 2 | 0  | 7  | -7   |

### Groupe F
| Rang | Équipe        | Pts | J | G | N | P | Bp | Bc | Diff |
| ---- | ------------- | --- | - | - | - | - | -- | -- | ---- |
| 1    | Argentine     | 7   | 3 | 2 | 1 | 0 | 4  | 0  | +4   |
| 2    | Mexique       | 4   | 3 | 1 | 1 | 1 | 3  | 1  | +2   |
| 3    | Angleterre    | 3   | 3 | 0 | 3 | 0 | 0  | 0  | 0    |
| 4    | Corée du Nord | 1   | 3 | 0 | 1 | 2 | 0  | 6  | -6   |

### Classement des troisièmes de groupe
Les quatre meilleurs troisièmes sont repêchés pour compléter le tableau des huitièmes de finale.
| Groupe | Équipe           | J | G | N | P | Bp | Bc | Diff | Pts |
| ------ | ---------------- | - | - | - | - | -- | -- | ---- | --- |
| F      | Angleterre       | 3 | 0 | 3 | 0 | 0  | 0  | 0    | 3   |
| A      | Corée du Sud     | 3 | 1 | 0 | 2 | 3  | 4  | -1   | 3   |
| C      | Costa Rica       | 3 | 1 | 0 | 2 | 4  | 9  | -5   | 3   |
| D      | Guatemala        | 3 | 1 | 0 | 2 | 1  | 11 | -10  | 3   |
| B      | Nouvelle-Zélande | 3 | 0 | 2 | 1 | 2  | 3  | -1   | 2   |
| E      | Panama           | 3 | 0 | 1 | 2 | 0  | 5  | -5   | 1   |

## Tableau final
En cas de match nul à la fin du temps réglementaire, une prolongation (ap) de 2 fois 15 minutes est jouée. Si les 2 équipes sont toujours a égalité après 120 minutes de jeu, une séance de tirs au but (tab) permet de les départager.
|  | Huitièmes de finale    | Huitièmes de finale  |          |                        | Quarts de finale       | Quarts de finale |          |  | Demi-finales      | Demi-finales      |  |  | Finale           | Finale           |
|  | Huitièmes de finale    | Huitièmes de finale  |          |                        | Quarts de finale       | Quarts de finale |          |  | Demi-finales      | Demi-finales      |  |  | Finale           | Finale           |
|  |                        |                      |          |                        |                        |                  |          |  |                   |                   |  |  |                  |                  |
|  | 9 août - Bogota        | 9 août - Bogota      |          |                        | 13 août - Bogota       | 13 août - Bogota |          |  | 17 août - Pereira | 17 août - Pereira |  |  | 20 août - Bogota | 20 août - Bogota |
|  | 9 août - Bogota        | 9 août - Bogota      |          |                        | 13 août - Bogota       | 13 août - Bogota |          |  | 17 août - Pereira | 17 août - Pereira |  |  | 20 août - Bogota | 20 août - Bogota |
|  | Colombie               | 3                    |          |                        | 13 août - Bogota       | 13 août - Bogota |          |  | 17 août - Pereira | 17 août - Pereira |  |  | 20 août - Bogota | 20 août - Bogota |
|  | Colombie               | 3                    |          |                        | 13 août - Bogota       | 13 août - Bogota |          |  | 17 août - Pereira | 17 août - Pereira |  |  | 20 août - Bogota | 20 août - Bogota |
|  | Costa Rica             | 2                    |          |                        | 13 août - Bogota       | 13 août - Bogota |          |  | 17 août - Pereira | 17 août - Pereira |  |  | 20 août - Bogota | 20 août - Bogota |
|  | Costa Rica             | 2                    | Colombie | 1                      |                        |                  |          |  | 17 août - Pereira | 17 août - Pereira |  |  | 20 août - Bogota | 20 août - Bogota |
|  | 9 août - Pereira       |                      | Colombie | 1                      |                        |                  |          |  | 17 août - Pereira | 17 août - Pereira |  |  | 20 août - Bogota | 20 août - Bogota |
|  |                        | Mexique              | 3        |                        |                        |                  |          |  | 17 août - Pereira | 17 août - Pereira |  |  | 20 août - Bogota | 20 août - Bogota |
|  | Cameroun               | Mexique              | 3        | 1ap (0)                |                        |                  |          |  | 17 août - Pereira | 17 août - Pereira |  |  | 20 août - Bogota | 20 août - Bogota |
|  | Cameroun               | 14 août - Pereira    |          | 1ap (0)                |                        |                  |          |  | 17 août - Pereira | 17 août - Pereira |  |  | 20 août - Bogota | 20 août - Bogota |
|  | Mexique (t.a.b)        | 1 tab(3)             |          |                        |                        |                  |          |  | 17 août - Pereira | 17 août - Pereira |  |  | 20 août - Bogota | 20 août - Bogota |
|  | Mexique (t.a.b)        | 1 tab(3)             | Mexique  | 0                      |                        |                  |          |  |                   |                   |  |  | 20 août - Bogota | 20 août - Bogota |
|  | 10 août - Barranquilla |                      | Mexique  | 0                      |                        |                  |          |  |                   |                   |  |  | 20 août - Bogota | 20 août - Bogota |
|  |                        | Brésil               | 2        |                        |                        |                  |          |  |                   |                   |  |  | 20 août - Bogota | 20 août - Bogota |
|  | Brésil                 | Brésil               | 2        | 3                      |                        |                  |          |  |                   |                   |  |  | 20 août - Bogota | 20 août - Bogota |
|  | Brésil                 | 17 août - Medellín   |          | 3                      |                        |                  |          |  |                   |                   |  |  | 20 août - Bogota | 20 août - Bogota |
|  | Arabie saoudite        | 0                    |          |                        |                        |                  |          |  |                   |                   |  |  | 20 août - Bogota | 20 août - Bogota |
|  | Arabie saoudite        | 0                    | Brésil   | 2ap (4)                |                        |                  |          |  |                   |                   |  |  | 20 août - Bogota | 20 août - Bogota |
|  | 10 août - Manizales    |                      | Brésil   | 2ap (4)                |                        |                  |          |  |                   |                   |  |  | 20 août - Bogota | 20 août - Bogota |
|  |                        | Espagne              | 2 tab(2) |                        |                        |                  |          |  |                   |                   |  |  | 20 août - Bogota | 20 août - Bogota |
|  | Espagne                | Espagne              | 2 tab(2) | 0ap (7)                |                        |                  |          |  |                   |                   |  |  | 20 août - Bogota | 20 août - Bogota |
|  | Espagne                | 14 août - Cali       |          | 0ap (7)                |                        |                  |          |  |                   |                   |  |  | 20 août - Bogota | 20 août - Bogota |
|  | Corée du Sud           | 0 tab(6)             |          |                        |                        |                  |          |  |                   |                   |  |  | 20 août - Bogota | 20 août - Bogota |
|  | Corée du Sud           | 0 tab(6)             | Brésil   | 3 ap                   |                        |                  |          |  |                   |                   |  |  |                  |                  |
|  | 10 août - Carthagène   |                      | Brésil   | 3 ap                   |                        |                  |          |  |                   |                   |  |  |                  |                  |
|  |                        | Portugal             | 2        |                        |                        |                  |          |  |                   |                   |  |  |                  |                  |
|  | France                 | Portugal             | 2        | 1                      |                        |                  |          |  |                   |                   |  |  |                  |                  |
|  | France                 |                      |          | 1                      |                        |                  |          |  |                   |                   |  |  |                  |                  |
|  | Équateur               | 0                    |          |                        |                        |                  |          |  |                   |                   |  |  |                  |                  |
|  | Équateur               | 0                    | France   | 3 ap                   |                        |                  |          |  |                   |                   |  |  |                  |                  |
|  | 10 août - Armenia      |                      | France   | 3 ap                   |                        |                  |          |  |                   |                   |  |  |                  |                  |
|  |                        | Nigeria              | 2        |                        |                        |                  |          |  |                   |                   |  |  |                  |                  |
|  | Nigeria                | Nigeria              | 2        | 1                      |                        |                  |          |  |                   |                   |  |  |                  |                  |
|  | Nigeria                | 13 août - Carthagène |          | 1                      |                        |                  |          |  |                   |                   |  |  |                  |                  |
|  | Angleterre             | 0                    |          |                        |                        |                  |          |  |                   |                   |  |  |                  |                  |
|  | Angleterre             | 0                    | France   | 0                      |                        |                  |          |  |                   |                   |  |  |                  |                  |
|  | 9 août - Cali          |                      | France   | 0                      |                        |                  |          |  |                   |                   |  |  |                  |                  |
|  |                        | Portugal             | 2        |                        |                        |                  |          |  |                   |                   |  |  |                  |                  |
|  | Portugal               | Portugal             | 2        | 1                      |                        |                  |          |  |                   |                   |  |  |                  |                  |
|  | Portugal               |                      |          | 1                      |                        |                  |          |  |                   |                   |  |  |                  |                  |
|  | Guatemala              | 0                    |          | Match pour la 3e place | Match pour la 3e place |                  |          |  |                   |                   |  |  |                  |                  |
|  | Guatemala              | 0                    | Portugal | Match pour la 3e place | Match pour la 3e place | 0ap (5)          |          |  |                   |                   |  |  |                  |                  |
|  | 9 août - Medellín      | 9 août - Medellín    | Portugal | 20 août - Bogota       | 20 août - Bogota       | 0ap (5)          |          |  |                   |                   |  |  |                  |                  |
|  | 9 août - Medellín      | 9 août - Medellín    |          | 20 août - Bogota       | 20 août - Bogota       | Argentine        | 0 tab(4) |  |                   |                   |  |  |                  |                  |
|  | Argentine              | 2                    | Mexique  | 3                      |                        | Argentine        | 0 tab(4) |  |                   |                   |  |  |                  |                  |
|  | Argentine              | 2                    | Mexique  | 3                      |                        |                  |          |  |                   |                   |  |  |                  |                  |
|  | Égypte                 | 1                    |          | France                 | 1                      |                  |          |  |                   |                   |  |  |                  |                  |
|  | Égypte                 | 1                    |          | France                 | 1                      |                  |          |  |                   |                   |  |  |                  |                  |

### Huitièmes de finale
| 9 août 2011 20h00 (UTC-5)  | Cameroun          | 1 – 1 a. p.             | Mexique      | Stade Hernán Ramírez Villegas, Pereira         |                                                |
|                            | Ohandza 79e       |                         | Orrantia 81e | Spectateurs : 21 744 Arbitrage : Wilson Seneme | Spectateurs : 21 744 Arbitrage : Wilson Seneme |
|                            | Rapport           |                         |              | Spectateurs : 21 744 Arbitrage : Wilson Seneme | Spectateurs : 21 744 Arbitrage : Wilson Seneme |
| Ohandza · Nguessi · Mbondi | Tirs au but 0 – 3 | Torres · Davila · Pinon |              | Spectateurs : 21 744 Arbitrage : Wilson Seneme | Spectateurs : 21 744 Arbitrage : Wilson Seneme |

| 9 août 2011 17h00 (UTC-5) | Portugal              | 1 – 0 | Guatemala | Estadio Olímpico Pascual Guerrero, Cali          |                                                  |
|                           | N. Oliveira 7e (pen.) |       |           | Spectateurs : 34 264 Arbitrage : Djamel Haimoudi | Spectateurs : 34 264 Arbitrage : Djamel Haimoudi |
|                           | Rapport               |       |           | Spectateurs : 34 264 Arbitrage : Djamel Haimoudi | Spectateurs : 34 264 Arbitrage : Djamel Haimoudi |

| 9 août 2011 20h00 (UTC-5) | Colombie                                         | 3 – 2 | Costa Rica           | Stade Nemesio Camacho El Campín, Bogota           |                                                   |
|                           | Muriel 56e · Franco 79e · Rodríguez 90+3e (pen.) |       | Ruiz 63e · Escoe 65e | Spectateurs : 36 084 Arbitrage : Mark Clattenburg | Spectateurs : 36 084 Arbitrage : Mark Clattenburg |
|                           | Rapport                                          |       |                      | Spectateurs : 36 084 Arbitrage : Mark Clattenburg | Spectateurs : 36 084 Arbitrage : Mark Clattenburg |

| 9 août 2011 17h00 (UTC-5) | Argentine                     | 2 – 1 | Égypte           | Stade Atanasio-Girardot, Medellín                     |                                                       |
|                           | Lamela 42e (pen.), 64e (pen.) |       | Salah 70e (pen.) | Spectateurs : 40 147 Arbitrage : Markus Strombergsson | Spectateurs : 40 147 Arbitrage : Markus Strombergsson |
|                           | Rapport                       |       |                  | Spectateurs : 40 147 Arbitrage : Markus Strombergsson | Spectateurs : 40 147 Arbitrage : Markus Strombergsson |

| 10 août 2011 17h00 (UTC-5) | Nigeria    | 1 – 0 | Angleterre | Stade Centenario, Armenia                      |                                                |
|                            | Egbedi 52e |       |            | Spectateurs : 18 291 Arbitrage : Antonio Arias | Spectateurs : 18 291 Arbitrage : Antonio Arias |
|                            | Rapport    |       |            | Spectateurs : 18 291 Arbitrage : Antonio Arias | Spectateurs : 18 291 Arbitrage : Antonio Arias |

| 10 août 2011 17h00 (UTC-5)                                    | Espagne           | 0 – 0 a. p. | Corée du Sud | Stade Palogrande, Manizales                  |
|                                                               |                   | |              | Spectateurs : 23 618 Arbitrage : Mark Geiger |
|                                                               | Rapport           | |              |                                              |
| Tello · Recio · Koke · Vázquez · Isco · Bartra · Amat · Romeu | Tirs au but 7 – 6 | Jung Seung-yong · Nam Seung-woo · Lee Ki-je · Kim Jin-su · Jang Hyun-soo · Min Sang-gi · Baek Sung-dong · Kim Kyung-jung |              |                                              |

| 10 août 2011 20h00 (UTC-5) | Brésil                              | 3 – 0 | Arabie saoudite | Stade Metropolitano Roberto Meléndez, Barranquilla |                                             |
|                            | Henrique 46e · Silva 69e · Dudu 86e |       |                 | Spectateurs : 37 448 Arbitrage : István Vad        | Spectateurs : 37 448 Arbitrage : István Vad |
|                            | Rapport                             |       |                 | Spectateurs : 37 448 Arbitrage : István Vad        | Spectateurs : 37 448 Arbitrage : István Vad |

| 10 août 2011 20h00 (UTC-5) | France        | 1 – 0 | Équateur | Stade Olympique Jaime Morón León, Carthagène des Indes |                                               |
|                            | Griezmann 75e |       |          | Spectateurs : 15 958 Arbitrage : Kim Dong-jin          | Spectateurs : 15 958 Arbitrage : Kim Dong-jin |
|                            | Rapport       |       |          | Spectateurs : 15 958 Arbitrage : Kim Dong-jin          | Spectateurs : 15 958 Arbitrage : Kim Dong-jin |

### Quarts de finale
| 13 août 2011 20h00 (UTC-5) | Mexique                            | 3 – 1 | Colombie   | Stade Nemesio Camacho El Campín, Bogota       |                                               |
|                            | Torres 38e (pen.) · Rivera 69e 88e |       | Zapata 60e | Spectateurs : 35 501 Arbitrage : Cüneyt Çakır | Spectateurs : 35 501 Arbitrage : Cüneyt Çakır |
|                            | Rapport                            |       |            | Spectateurs : 35 501 Arbitrage : Cüneyt Çakır | Spectateurs : 35 501 Arbitrage : Cüneyt Çakır |

| 13 août 2011 17h00 (UTC-5)                                           | Portugal          | 0 – 0 a. p.                                                    | Argentine | Stade Olympique Jaime Morón León, Carthagène des Indes |
|                                                                      |                   |                                                                |           | Spectateurs : 15 946 Arbitrage : Peter O'Leary         |
|                                                                      | Rapport           |                                                                |           |                                                        |
| Reis · Danilo · Roderick · Lopes · N. Oliveira · Ferreira · Oliveira | Tirs au but 5 – 4 | Lamela · Iturbe · Nervo · Pirez · Ruiz · Vuletich · Tagliafico |           |                                                        |

| 14 août 2011 18h00 (UTC-5)          | Brésil                  | 2 – 2 a. p.                          | Espagne                  | Stade Hernán Ramírez Villegas, Pereira        |                                               |
|                                     | Willian 35e · Dudu 100e |                                      | Rodri 57e · Vázquez 102e | Spectateurs : 29 318 Arbitrage : Walter López | Spectateurs : 29 318 Arbitrage : Walter López |
|                                     | Rapport                 |                                      |                          | Spectateurs : 29 318 Arbitrage : Walter López | Spectateurs : 29 318 Arbitrage : Walter López |
| Casemiro · Danilo · Henrique · Dudu | Tirs au but 4 – 2       | Amat · S. Roberto · Bartra · Vázquez |                          | Spectateurs : 29 318 Arbitrage : Walter López | Spectateurs : 29 318 Arbitrage : Walter López |

| 14 août 2011 15h00 (UTC-5) | France                           | 3 – 2 a. p. | Nigeria          | Estadio Olímpico Pascual Guerrero, Cali        |                                                |
|                            | Lacazette 50e 104e · Fofana 102e |             | Ejike 90+3e 111e | Spectateurs : 33 007 Arbitrage : Dario Ubriaco | Spectateurs : 33 007 Arbitrage : Dario Ubriaco |
|                            | Rapport                          |             |                  | Spectateurs : 33 007 Arbitrage : Dario Ubriaco | Spectateurs : 33 007 Arbitrage : Dario Ubriaco |

### Demi-finales
| 17 août 2011 20h00 (UTC-5) | Brésil           | 2 – 0 | Mexique | Stade Hernán Ramírez Villegas, Pereira            |                                                   |
|                            | Henrique 80e 84e |       |         | Spectateurs : 29 812 Arbitrage : Mark Clattenburg | Spectateurs : 29 812 Arbitrage : Mark Clattenburg |
|                            | Rapport          |       |         | Spectateurs : 29 812 Arbitrage : Mark Clattenburg | Spectateurs : 29 812 Arbitrage : Mark Clattenburg |

| 17 août 2011 17h00 (UTC-5) | France  | 0 – 2 | Portugal                           | Stade Atanasio-Girardot, Medellín             |                                               |
|                            |         |       | Danilo 9e · N. Oliveira 40e (pen.) | Spectateurs : 40 598 Arbitrage : Cüneyt Çakır | Spectateurs : 40 598 Arbitrage : Cüneyt Çakır |
|                            | Rapport |       |                                    | Spectateurs : 40 598 Arbitrage : Cüneyt Çakır | Spectateurs : 40 598 Arbitrage : Cüneyt Çakır |

### Match pour la troisième place
| 20 août 2011 17h00 (UTC-5) | Mexique                                | 3 – 1 | France       | Stade Nemesio Camacho El Campín, Bogota        |                                                |
|                            | Dávila 12e · Enríquez 49e · Rivera 71e |       | Lacazette 8e | Spectateurs : 36 085 Arbitrage : Antonio Arias | Spectateurs : 36 085 Arbitrage : Antonio Arias |
|                            | Rapport                                |       |              | Spectateurs : 36 085 Arbitrage : Antonio Arias | Spectateurs : 36 085 Arbitrage : Antonio Arias |

### Finale
| 20 août 2011  | Brésil            | 3 - 2 a. p. | Portugal                  | Stade Nemesio Camacho El Campín, Bogota      |                                              |
| 20:00 (UTC-5) | Oscar 5e 78e 111e | (1 - 1)     | Alex 8e · N. Oliveira 59e | Spectateurs : 36 058 Arbitrage : Mark Geiger | Spectateurs : 36 058 Arbitrage : Mark Geiger |
| 20:00 (UTC-5) | Rapport           |             |                           | Spectateurs : 36 058 Arbitrage : Mark Geiger | Spectateurs : 36 058 Arbitrage : Mark Geiger |

| Brésil | Portugal |

| BRÉSIL :      |    |                   |       |     |
|               |    |                   |       |     |
| GB            | 1  | Gabriel           |       |     |
| D             | 2  | Danilo            |       |     |
| D             | 3  | Bruno Uvini       |       |     |
| D             | 4  | Juan Jesus        | 74e   |     |
| M             | 5  | Fernando          |       |     |
| M             | 8  | Casemiro          |       |     |
| A             | 9  | Willian José      |       | 46e |
| M             | 10 | Philippe Coutinho |       | 62e |
| M             | 11 | Oscar             |       |     |
| D             | 16 | Gabriel Silva     |       | 46e |
| A             | 19 | Henrique Almeida  | 45+1e |     |
| Remplaçants : |    |                   |       |     |
| M             | 7  | Dudu              |       | 62e |
| M             | 21 | Allan             |       | 46e |
| A             | 2  | Negueba           |       | 46e |
| Entraîneur :  |    |                   |       |     |
| Ney Franco    |    |                   |       |     |

| PORTUGAL :    |    |                  |     |      |
|               |    |                  |     |      |
| GB            | 1  | Mika             |     |      |
| M             | 2  | Pelé             | 36e |      |
| D             | 4  | Nuno Reis        |     |      |
| D             | 5  | Roderick Miranda | 28e |      |
| A             | 7  | Nélson Oliveira  | 98e |      |
| D             | 8  | Cédric           |     | 57e  |
| M             | 10 | Saná             | 88e | 100e |
| A             | 14 | Alex             |     | 82e  |
| M             | 15 | Danilo           |     |      |
| M             | 17 | Sérgio Oliveira  | 38e |      |
| A             | 20 | Mário Rui        |     |      |
| Remplaçants : |    |                  |     |      |
| M             | 6  | Júlio Alves      | 85e | 57e  |
| A             | 11 | Rui Caetano      |     | 82e  |
| M             | 18 | Ricardo Dias     |     | 100e |
| Entraîneur :  |    |                  |     |      |
| Ilídio Vale   |    |                  |     |      |

| Homme du match : Henrique Almeida Arbitre assistant: Mark Hurd Joe Fletcher Quatrième arbitre Kim Dong-jin |

| Coupe du monde de football des moins de 20 ans 2011 Brésil 5e titre |

## Classement
| Place              | Équipe           | Stade               | Matchs joués | But(s) marqué(s) (penalty) | Buts encaissés | Moyenne de buts marqués par match |
| ------------------ | ---------------- | ------------------- | ------------ | -------------------------- | -------------- | --------------------------------- |
| Médaille d'or      | Brésil           | Vainqueur           | 7            | 18 (1)                     | 5              | 2.6                               |
| Médaille d'argent  | Portugal         | Finaliste           | 7            | 7 (2)                      | 3              | 1                                 |
| Médaille de bronze | Mexique          | Demi-finale         | 7            | 10 (1)                     | 6              | 1.4                               |
| 4                  | France           | Demi-finale         | 7            | 11                         | 12             | 1.6                               |
| 5                  | Argentine        | Quarts de finale    | 5            | 6 (2)                      | 1              | 1.2                               |
| 5                  | Colombie         | Quarts de finale    | 5            | 11 (2)                     | 6              | 2.2                               |
| 5                  | Espagne          | Quarts de finale    | 5            | 13 (2)                     | 4              | 2.6                               |
| 5                  | Nigeria          | Quarts de finale    | 5            | 15                         | 5              | 3                                 |
| 9                  | Angleterre       | Huitièmes de finale | 4            | 0                          | 1              | 0                                 |
| 9                  | Arabie saoudite  | Huitièmes de finale | 4            | 8                          | 5              | 2                                 |
| 9                  | Cameroun         | Huitièmes de finale | 4            | 3                          | 3              | 0.8                               |
| 9                  | Corée du Sud     | Huitièmes de finale | 4            | 3 (1)                      | 4              | 0.8                               |
| 9                  | Costa Rica       | Huitièmes de finale | 4            | 6                          | 12             | 1.5                               |
| 9                  | Équateur         | Huitièmes de finale | 4            | 4                          | 4              | 1                                 |
| 9                  | Égypte           | Huitièmes de finale | 4            | 7                          | 3              | 1.8                               |
| 9                  | Guatemala        | Huitièmes de finale | 4            | 1                          | 12             | 0.3                               |
| 17                 | Nouvelle-Zélande | 1er tour            | 3            | 2                          | 3              | 0.7                               |
| 17                 | Panama           | 1er tour            | 3            | 0                          | 5              | 0                                 |
| 19                 | Australie        | 1er tour            | 3            | 4                          | 9              | 1.3                               |
| 19                 | Autriche         | 1er tour            | 3            | 0                          | 7              | 0                                 |
| 19                 | Corée du Nord    | 1er tour            | 3            | 0                          | 7              | 0                                 |
| 19                 | Croatie          | 1er tour            | 3            | 2                          | 8              | 0.7                               |
| 19                 | Mali             | 1er tour            | 3            | 0                          | 6              | 0                                 |
| 19                 | Uruguay          | 1er tour            | 3            | 1                          | 2              | 0.3                               |

## Récompenses
| Ballon d'or               | Ballon d'argent           | Ballon de bronze        |
| ------------------------- | ------------------------- | ----------------------- |
| Henrique                  | Nélson Oliveira           | Jorge Enríquez          |
| Soulier d'or              | Soulier d'argent          | Soulier de bronze       |
| Henrique                  | Álvaro Vázquez            | Alexandre Lacazette     |
| 5 buts 3 passes décisives | 5 buts 2 passes décisives | 5 buts 1 passe décisive |
| Gant d'or                 |                           |                         |
| Mika                      |                           |                         |
| Prix du Fair-play         |                           |                         |
| Nigeria                   |                           |                         |

## Buteurs
5 buts
- Henrique
- Álvaro Vázquez
- Alexandre Lacazette

4 buts
- Luis Muriel
- Nélson Oliveira

3 buts
- Erik Lamela
- Philippe Coutinho
- Dudu
- Oscar
- James Rodríguez
- John Jairo Ruiz
- Rodrigo Moreno
- Mohamed Ibrahim
- Edson Rivera
- Edafe Egbedi
- Olarenwaju Kayode
- Ahmed Musa

2 buts
- Tommy Oar
- Willian
- Joel Campbell
- Marlon de Jesús
- Sergio Canales
- Gueida Fofana
- Gilles Sunu
- Bright Ejike
- Uche Nwofor
- Yasir Al-Fahmi

1 but contre son camp  (csc)
- Serge Tchaha (jouant contre la Nouvelle-Zélande)
- Francisco Calvo (jouant contre l'Australie)
- Ri Yong-Chol (jouant contre le Mexique)